# Pedri
Pedro González López (n. 25 noiembrie 2002, Tegueste⁠(d), Provincia Santa Cruz de Tenerife, Spania) este un fotbalist spaniol, care joacă pe post de mijlocaș la Barcelona în La Liga. Pe plan internațional, are prezențe la națională pentru Spania U17⁠(d), Spania U-18⁠(d), Spania U-19⁠(d), Spania U-21, Spania U23⁠(d) și Spania.

## Statistici

### Club
La 25 mai 2025. 
| Club          | Sezon         | Campionat        | Campionat | Campionat | Copa del Rey | Copa del Rey | Europa  | Europa | Altele  | Altele | Total   | Total  |
| Club          | Sezon         | Divizie          | Meciuri   | Goluri    | Meciuri      | Goluri       | Meciuri | Goluri | Meciuri | Goluri | Meciuri | Goluri |
| ------------- | ------------- | ---------------- | --------- | --------- | ------------ | ------------ | ------- | ------ | ------- | ------ | ------- | ------ |
| Las Palmas    | 2019–20       | Segunda División | 36        | 4         | 1            | 0            | —       | —      | —       | —      | 37      | 4      |
| Barcelona     | 2020–21       | La Liga          | 37        | 3         | 6            | 0            | 7       | 1      | 2       | 0      | 52      | 4      |
| Barcelona     | 2021–22       | La Liga          | 12        | 3         | 1            | 1            | 8       | 1      | 1       | 0      | 22      | 5      |
| Barcelona     | 2022–23       | La Liga          | 26        | 6         | 1            | 0            | 6       | 0      | 2       | 1      | 35      | 7      |
| Barcelona     | 2023–24       | La Liga          | 24        | 4         | 2            | 0            | 6       | 0      | 2       | 0      | 34      | 4      |
| Barcelona     | 2024–25       | La Liga          | 37        | 4         | 6            | 2            | 14      | 0      | 2       | 0      | 59      | 6      |
| Barcelona     | Total         | Total            | 136       | 20        | 16           | 3            | 41      | 2      | 9       | 1      | 202     | 26     |
| Total carieră | Total carieră | Total carieră    | 172       | 24        | 17           | 3            | 41      | 2      | 9       | 1      | 239     | 30     |

1. 1 2 3  Apariții în Liga Campionilor UEFA
2. 1 2 3 4 5  Apariții în Supercopa de España
3. ↑  Două apariții în UEFA Champions League, șase apariții și un gol în UEFA Europa League
4. ↑  Cinci apariții în Liga Campionilor UEFA, o apariție în UEFA Europa League

### Internațional
La 23 martie 2025. 
| Națională | An    | Selecții | Goluri |
| --------- | ----- | -------- | ------ |
| Spania    | 2021  | 10       | 0      |
| Spania    | 2022  | 8        | 0      |
| Spania    | 2024  | 12       | 2      |
| Spania    | 2025  | 2        | 0      |
| Total     | Total | 32       | 2      |

Scorul Spaniei este afișat primul, coloana scor indică scorul după fiecare gol înscris de Pedri.
| No. | Data         | Stadion                                 | Selecție | Oponent         | Scor | Rezultat | Competiție  |
| --- | ------------ | --------------------------------------- | -------- | --------------- | ---- | -------- | ----------- |
| 1   | 8 iunie 2024 | Estadi Mallorca Son Moix, Palma, Spania | 20       | Irlanda de Nord | 1–1  | 5–1      | Meci amical |
| 2   | 8 iunie 2024 | Estadi Mallorca Son Moix, Palma, Spania | 20       | Irlanda de Nord | 3–1  | 5–1      | Meci amical |

## Palmares

### Club
Barcelona
- La Liga: 2022–23,[6] 2024–25[7]
- Copa del Rey: 2020–21,[8] 2024–25[9]
- Supercopa de España: 2023,[10] 2025[11]

### Națională
Spania U23
- Medalia de argint la Jocurile Olimpice de Vară : 2020

Spania
- Campionatul European de Fotbal: 2024[12]
- Liga Națiunilor UEFA: 2022–23[13]

### Individual
- UEFA Champions League Breakthrough XI: 2020[14]
- Cel mai tânăr jucător al Campionatului European: 2020
- Echipa turneului al Campionatului European: 2020